# Euphorbia corsica
Euphorbe de Corse
Espèce
Classification phylogénétique
L'Euphorbe de Corse (Euphorbia corsica) est une espèce de plantes à fleurs de la famille des Euphorbiacées, endémique de Corse.

## Description

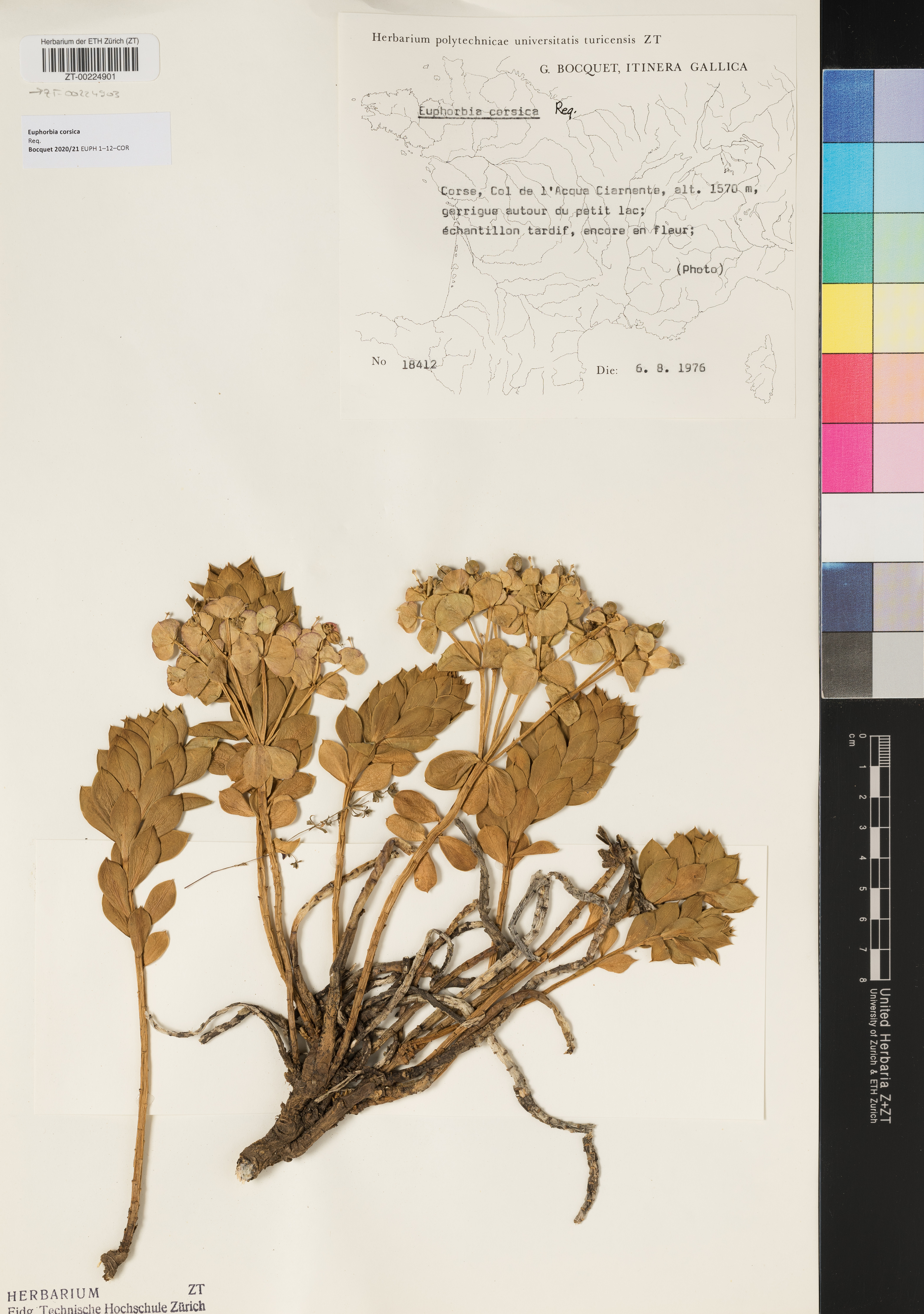
Spécimen d'herbier récolté autour de la mare d'Acqua Ciarnente.

Euphorbia corsica est une plante herbacée vivace, en touffes trapues atteignant 30 cm de haut. Ses feuilles sont obovales acuminées, un peu glauques et charnues. Les inflorescences sont disposées en une ombelle qui compte de 5 à 11 rayons, et s'épanouit entre mai et août. Les cyathes présentent des glandes à cornes épaisses arrondies ou spatulées, entourées de larges bractées jaune vif. Le fruit est une capsule entièrement papilleuse qui contient des graines ornées de tubérosités une fois mûres.
Comme d'autres Euphorbes, toute la plante est toxique et sa sève est irritante.

## Écologie et répartition
L'Euphorbe de Corse apprécie les pelouses rocailleuses et les fruticées naines surtout à l'étage subalpin, entre 1 500 à 1 700 mètres d'altitude.
L'espèce est endémique de Corse. Plus spécifiquement, elle est uniquement présente en haute vallée du Tavignano dans le massif du Monte Rotondo.

## Protection
Cette plante classée « NT » (Quasi menacée) dans la liste rouge régionale de la flore vasculaire de Corse bénéficie d'une protection régionale.

## Taxonomie
Le nom correct complet (avec auteur) de ce taxon est Euphorbia corsica Req..

### Systématique
Parmi le sous-genre Esula du genre Euphorbia, Euphorbia corsica est classée dans la petite section des Myrsiniteae qui compte 14 taxons, pour la plupart vivaces, répartis de la péninsule ibérique et du Maroc à l'Ouest jusqu'au Caucase et aux hauts plateaux iraniens à l'Est. Ses représentantes les plus répandues sont Euphorbia myrsinites et Euphorbia rigida. Le début de leur diversification a été daté de la transition entre le Pliocène et le Pléistocène, il y a 2,7 millions d'années. Leurs relations phylogénétiques entre elles sont mal élucidées, tant et si bien qu'E. corsica a parfois été synonymisée avec E. myrsinites.

### Synonymie
Euphorbia corsica a pour synonymes, :
- Esula corsica (Req.) Gand.
- Tithymalus corsicus (Req.) Soják, 1972
- Euphorbia rigida Loisel., 1827
- Euphorbia myrsinites auct. non L., 1753

### Nom français
Ce taxon porte en français le nom vulgarisé et normalisé Euphorbe de Corse,, et plus rarement Euphorbe corse.